# Cyperus meeboldii
Cyperus meeboldii är en halvgräsart som beskrevs av Georg Kükenthal. Cyperus meeboldii ingår i släktet papyrusar, och familjen halvgräs. IUCN kategoriserar arten globalt som livskraftig. Inga underarter finns listade i Catalogue of Life.